# Гебріел Бірн
Гебріел Бірн (англ. Gabriel James Byrne; нар. 12 травня 1950) — ірландський актор.

## Біографія
Гебріел Бірн народився 12 травня 1950 року в Дубліні, Ірландія. Він був першим з шести дітей бондаря Дена Бірна і медсестри Ейлін Геннон. У Гебріела є брати Донал і Томас, сестри Бреда і Маргарет. Ще одна сестра, Маріан, померла в дитинстві. Дітей виховували в католицькій вірі, і Гебріел хотів стати священиком. П'ять років навчався в семінарії. Багато років по тому він розповів в інтерв'ю, що в семінарії багато учнів, і він у тому числі, стикалися з домаганнями з боку священика-викладача. Повернувшись додому вступив до Університету Дубліна, де вивчав археологію і лінгвістику. У вільний від навчання час він грав за місцевий футбольний клуб. До того як стати актором, встиг попрацювати археологом, кухарем, учителем і працівником на фабриці м'яких іграшок. Його інтерес до мови виявився в тому, що він став писати. Своє перше твір він написав на гельській мові.

## Кар'єра
Свою акторську кар'єру Гебріел почав у 29 років. Він починав на театральній сцені Дубліна, а в 1979 році приєднався до трупи Лондонського королівського театру. Популярність йому принесла роль в ірландській «мильні опері» «Ріордан». У 1981 році вперше знявся в кіно, зігравши короля Пендрагона в екранізації легенд про короля Артура «Ескалібур». У 1983 році зіграв разом із зіркою Голлівуду Річардом Бертоном у біографічному міні-серіалі «Вагнер». У тому ж році зіграв ізраїльського дипломата у фільмі «Ганна К» і німецького солдата у військовій драмі «Фортеця». Перший досвід роботи в Америці Бірн отримав на телебаченні, де йому в 1985 році дісталася головна роль у міні-серіалі «Христофор Колумб». У 1986 році зіграв у фільмі Кена Расселла «Готика». У 1990 знявся у гангстерській драмі «Перехрестя Міллера» братів Коенів.

## Фільмографія
| Рік       |    | Українська назва             | Оригінальна назва            | Роль                                        |
| --------- | -- | ---------------------------- | ---------------------------- | ------------------------------------------- |
| 1981      | ф  |                              | Love Is ...                  | Ларрі                                       |
| 1981      | ф  | Екскалібур                   | Excalibur                    | Утер Пендрагон                              |
| 1983      | ф  |                              | Hanna K.                     | Джошуа Герцог                               |
| 1983      | ф  | Фортеця                      | The Keep                     | штурмбанфюрер Еріх Кемпффер                 |
| 1985      | ф  |                              | Defence of the Realm         | Нік Маллен                                  |
| 1985      | с  |                              | Christopher Columbus         | Христофор Колумб (4 епізоди)                |
| 1985      | с  |                              | Mussolini: The Untold Story  | Вітторіо Муссоліні (6 епізодів)             |
| 1986      | ф  | Готика                       | Gothic                       | Лорд Байрон                                 |
| 1987      | ф  | Левове серце                 | Lionheart                    | Чорний Принц                                |
| 1988      | ф  | Кур'єр                       | The Courier                  | Вел                                         |
| 1990      | ф  | Перехрестя Міллера           | Miller's Crossing            | Том Рейган                                  |
| 1992      | ф  | Крутий світ                  | Cool World                   | Джек Дебс                                   |
| 1993      | ф  | Повернення немає             | Point of No Return           | Боб                                         |
| 1994      | ф  | Принц Ютландії               | Prince of Jutland            | Фенге                                       |
| 1994      | ф  | Маленькі жінки               | Little Women                 | Фрідріх Баєр                                |
| 1995      | ф  | Звичайні підозрювані         | The Usual Suspects           | Кітон                                       |
| 1995      | ф  | Мрець                        | Dead Man                     | Чарлі Дікінсон                              |
| 1996      | ф  | Час скажених псів            | Mad Dog Time                 | Бен Лондон                                  |
| 1997      | ф  | Снігове чуття Смілли         | Smilla's Sense of Snow       | механік                                     |
| 1997      | тф |                              | Weapons of Mass Distraction  | Лайонел Паверс                              |
| 1998      | ф  | Людина в залізній масці      | The Man in the Iron Mask     | д'Артаньян                                  |
| 1998      | ф  | Ворог держави                | Enemy of the State           | агент АНБ Брілл                             |
| 1999      | ф  | Стигмати                     | Stigmata                     | отець Ендрю Кіернан                         |
| 1999      | ф  | Кінець світу                 | End of Days                  | Сатана                                      |
| 2000      | ф  | Закон протилежностей         | Canone inverso - Making Love | скрипаль                                    |
| 2000      | с  |                              | Madigan Men                  | Бен Медіган (12 епізодів)                   |
| 2002      | ф  | Павук                        | Spider                       | Білл Клег                                   |
| 2002      | ф  | Корабель-привид              | Ghost Ship                   | Мерфі                                       |
| 2003      | ф  | Спритні руки                 | Shade                        | Чарлі Міллер                                |
| 2004      | ф  | Міст короля Людовика Святого | The Bridge of San Luis Rey   | Брат Юніпер                                 |
| 2005      | ф  | Напад на 13-ту дільницю      | Assault on Precinct 13       | капітан Маркус Дюваль                       |
| 2006      | ф  | Зіграно                      | Played                       | Едді                                        |
| 2006      | ф  | Джиндабайн                   | Jindabyne                    | Стюарт Кейн                                 |
| 2008—2010 | с  | Пацієнти                     | In Treatment                 | доктор Пол Вестон (106 епізодів)            |
| 2013      | с  | Вікінги                      | Vikings                      | Ярл Гаральдсон (6 епізодів)                 |
| 2014      | ф  | Академія вампірів            | Vampire Academy              | Віктор Дашков                               |
| 2015      | ф  | 33                           | The 33                       | Андре Сугаррет                              |
| 2016      | с  | Марко Поло                   | Marco Polo                   | Григорій X (Епізод: "Let God's Work Begin") |
| 2018      | с  | Маніяк                       | Maniac                       | Портер Мілгрім (5 епізодів)                 |
| 2018      | ф  | Спадковість                  | Hereditary                   | Стів Грехем                                 |
| 2019—2022 | с  | Війна світів                 | War of the Worlds            | Білл Ворд (24 епізоди)                      |
| 2020      | ф  | Загублені дівчата            | Lost Girls                   | Річард Дормер                               |
| 2020      | ф  | Смерть Ловеласа              | Death of a Ladies' Man       | Семюел О'Ші                                 |
| 2020      | с  | НульНульНуль                 | ZeroZeroZero                 | Едвард Лінвуд (2 епізоди)                   |
| 2022      | ф  | Вбивство в Єллоустоун-Сіті   | Murder at Yellowstone City   | шериф Джеймс Емброуз                        |
| 2022      | ф  | Ламборгіні                   | Lamborghini                  | Енцо Феррарі                                |
| 2023      | ф  |                              | Dance First                  | Семюел Бекет                                |
| 2024      | ф  | Чотири листи кохання         | Four Letters of Love         | Мюріс Ґор                                   |
| 2025      | ф  | Балерина                     | Ballerina                    | Канцлер                                     |